# Populus canadensis
Populus canadensis là một loài thực vật có hoa trong họ Liễu. Loài này được Moench miêu tả khoa học đầu tiên năm 1785.

## Hình ảnh

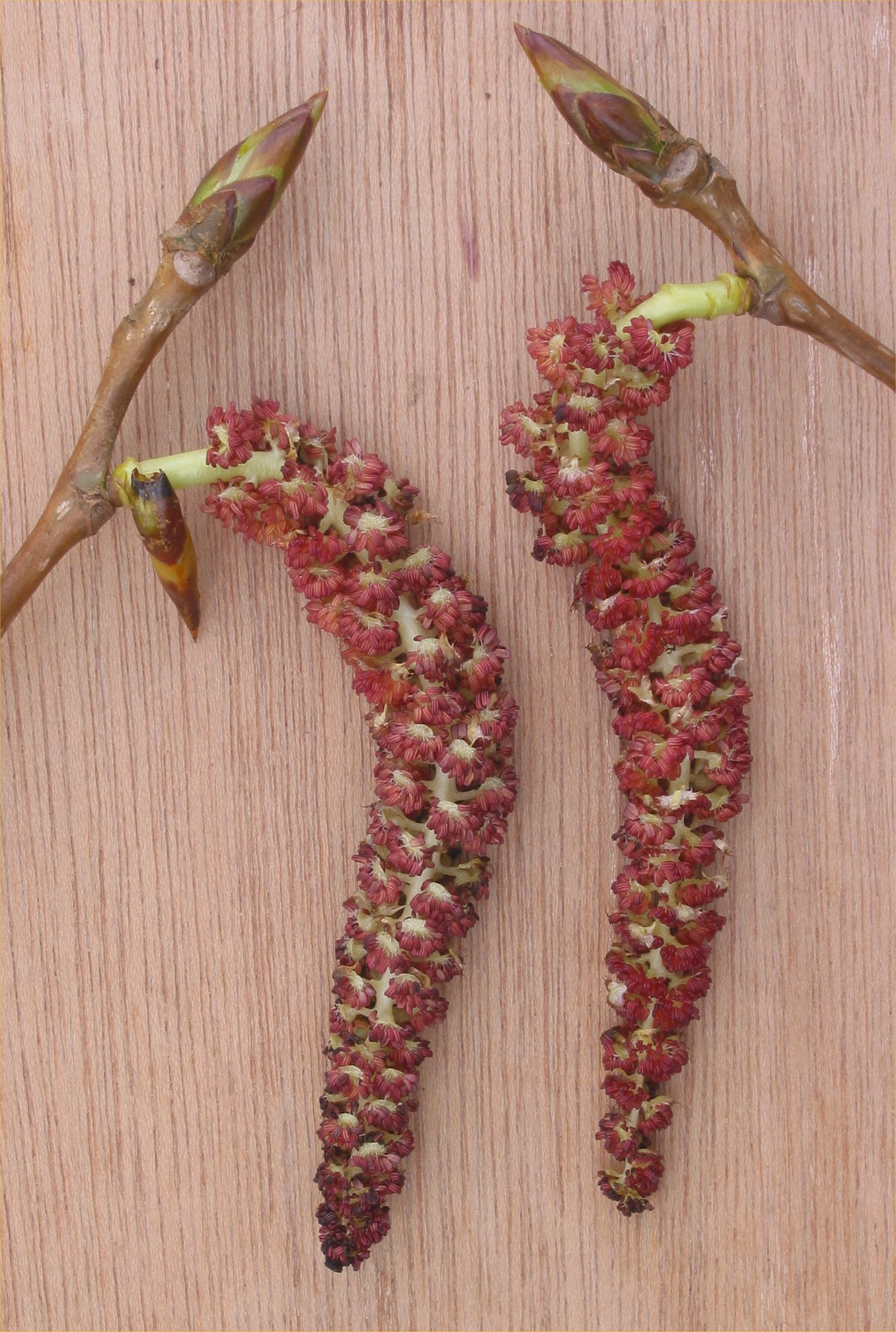
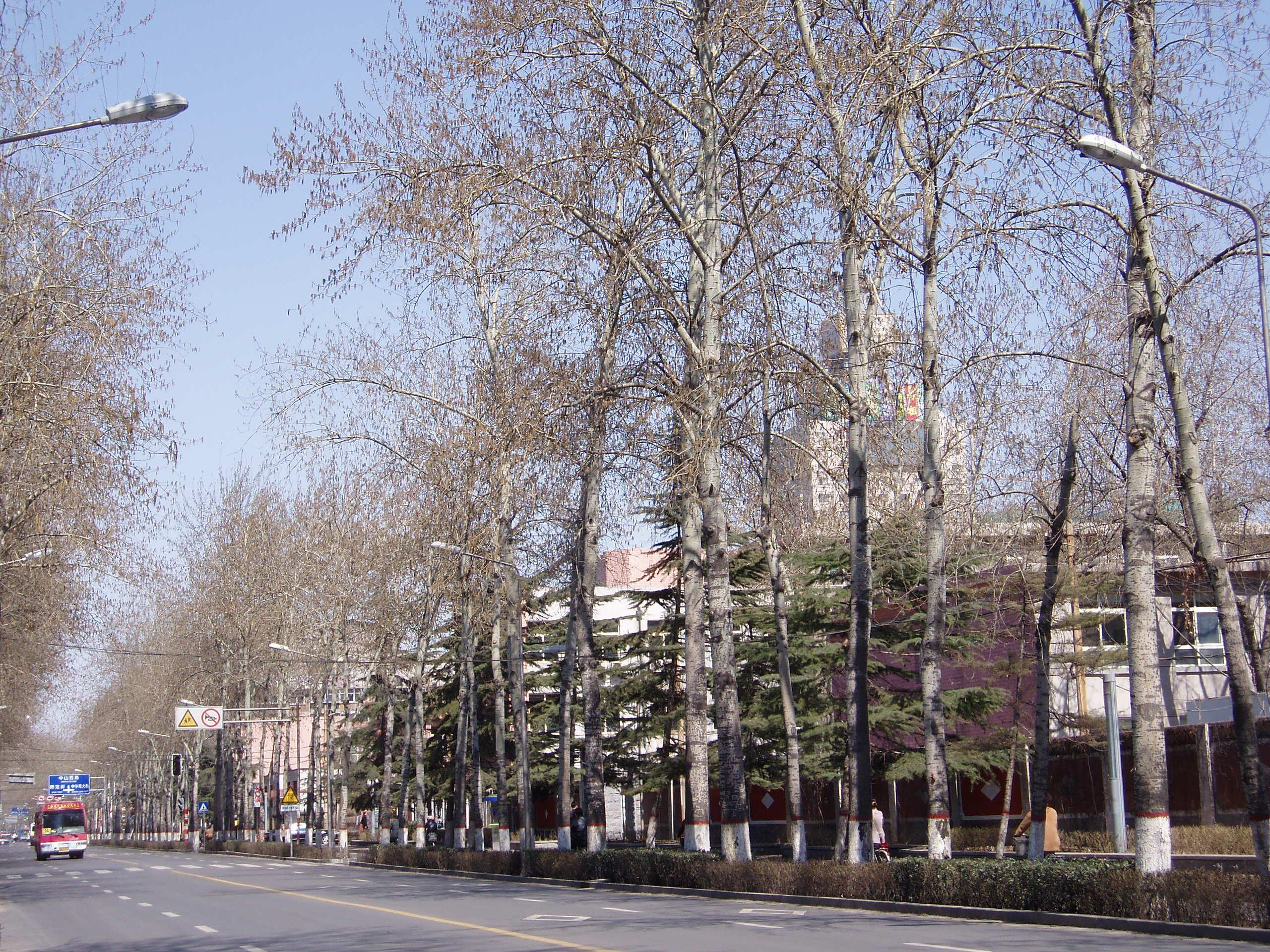
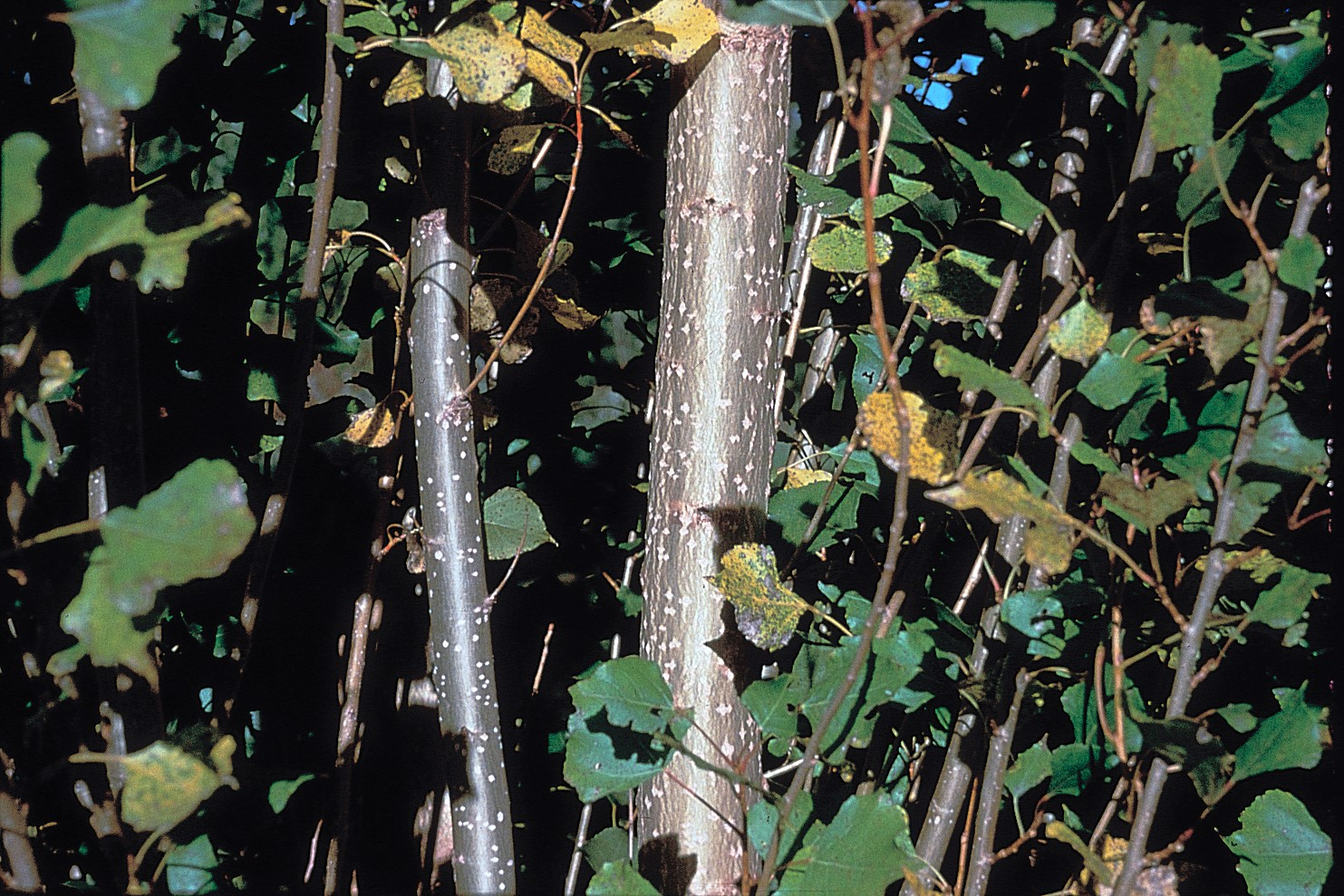